# Parafia św. Jana Chrzciciela w Uhrusku
Parafia św. Jana Chrzciciela w Uhrusku - parafia należąca do dekanatu hańskiego w diecezji siedleckiej.
Terytorium parafii obejmuje Uhrusk, Łukówek oraz Siedliszcze.

## Historia
Parafia św. Jana Chrzciciela w Uhrusku została erygowana w 1551 roku w ówczesnej diecezji chełmskiej. Wcześniej miejscowość Uhrusk należała do parafii Świerże. W latach 1805–1818 należała do diecezji lubelskiej. Od 1818 r. w nowo utworzonej diecezji podlaskiej czyli janowskiej. Po jej likwidacji w 1867 r. ponownie w diecezji lubelskiej. Od 1918 r. w reaktywowanej w tym roku diecezji podlaskiej (od 1925 r. siedleckiej czyli podlaskiej).
W XVI w. okręg parafialny obejmował Uhrusk oraz Bukowę, Łukówek, Piszczę, Pniówno, Pulmo, Siedliszcze, Sobibór, Wolę Pniowską, Wolę Pulmo i Wolę Uhruską. W 1799 r. terytorium parafii było największe w całym dekanacie chełmskim i obejmowało 37 miejscowości: Uhrusk, Wola Uhruska, Mszanka i Zastawie, Łukówek, Mszanna z koloniami, Zatek (?), Iłowa, Rudnia, Stulno, Zbereże, Macoszyn Mały i Wielki, Kosyń, Osowa, Bytyń, Siedliszcze, Szopy, Budy, Urliszcze (?) i Wolińskie, Ruda i Rudka. Liczba parafian wynosiła 811. Na uposażenie parafii składało się: 35 morgów ziemi ornej i 6 morgów łąki, uprawianych przez dwóch poddanych proboszcza, którzy w ciągu roku odrabiali 296 dni pańszczyzny; dziesięcina w wysokości ok. 1000 zł polskich rocznie, legaty w wysokości ok. 3000 zł polskich rocznie oraz niewielki dochód z dwóch karczem.
W 1870 r. terytorium parafii obejmowało miejscowości: Bytyń, Chromówka, Iłowa, Kosyń, Łukówek Górny, Łukówek Piękny, Macoszyn Mały, Macoszyn Wielki, Majdan Rudziński, Majdan Stuleński, Mszanka, Mszana, Osowa, Poczekajka, Ruda, Rudka, Rudnia, Siedliszcze, Stulno Nowe, Stulno Stare, Uhrusk, Wola Uhruska, Zastawie, Zbereże, a liczba parafian wynosiła 1807. W 1923 r. od parafii odłączono miejscowości Chromówka, Poczekajka, Ruda, Ruda-Huta, Ruda Opalin, Rudka, Zarudnia, które weszły do nowo utworzonej parafii pw. św. Stanisława i Niepokalanego Serca Najświętszej Maryi Panny w Rudzie-Hucie. W latach sześćdziesiątych XX w. do parafii w Rudzie Hucie przyłączono wieś Iłowę wraz z Rudnią. Na mocy specjalnego przywileju biskupów lubelskiego i siedleckiego mieszkańcy wsi mogli swobodnie korzystać z posługi duszpasterskiej obu parafii. W 1986 r. została erygowana parafia pw. św. Ducha w Woli Uhruskiej, do której przyłączono miejscowości: Wola Uhruska, Bytyń(województwo lubelskie), Józefów (powiat włodawski), Mszanka (województwo lubelskie), Mszanna (województwo lubelskie), Mszanna-Kolonia, Majdan Stuleński, Małoziemce, Potoki, Stanisławów, Stulno oraz Zbereże.

## Kościół parafialny
Obecny kościół parafialny pw. Św. Jana Chrzciciela został wzniesiony na miejscu wcześniejszego, drewnianego kościółka wystawionego przez Mikołaja Uhrowieckiego. W 1575 roku parafia i kościół, za sprawą Mikołaja Siennickiego, został przyłączony do zboru ewangelickiego. W 1635 roku starosta chełmski i właściciel Uhruska Tomasz Krzywczyński oddał kościół katolikom. W 1671 roku drewniany kościół został zburzony a w jego miejsce wybudowano murowany. Fundatorami nowej świątyni byli Mikołaj Podoski i Teofil Grzybowski, ówcześni dziedzice wsi. W 1725 roku kościół został konsekrowany przez biskupa chełmskiego Feliksa Szaniawskiego. W 1728 roku została dobudowana północna kaplica, a druga, wraz z zakrystią i kruchtą, w 1954 roku. 
4 października 1807 roku wnętrze kościoła strawił pożar, a pięć lat później świątynia została ograbiona przez wojska kozackie. W 1837 r. kościół został odrestaurowany.
W kościele znajduje się ołtarz z późnobarokowymi rzeźbami z połowy XVIII wieku, a w nim dwa obrazy: Matki Boskiej Szkaplernej, pochodzący z XVII wieku, oraz Chrzest Chrystusa w Jordanie z końca XVII wieku. Świątynia posiada dwa boczne ołtarze, na których umieszczone są obrazy św. Antoniego Padewskiego z II połowy XVII wieku, św. Ksawerego z XIX wieku, św. Walentego biskupa z początku XIX wieku oraz obraz przedstawiający Św. Rodzinę. 
Do zabytkowego wyposażenia należy ława kolatorska z XVIII wieku, utrzymana w konwencji rokokowej. 
Przy kościele znajduje się późnoklasycystyczna dzwonnica murowana, a na placu kościoła rosną lipy drobnolistne, ujęte w rejestrze jako pomnik przyrody. Parafia posiada księgi metrykalne z XVIII wieku. 

## Proboszczowie i administratorzy parafii[7]
- ks. Ignacy Gębarzewski (1654)[8]
- ks. Michał Bylina (1783-1797/1799?)[9]
- ks. Stefan Erazm Kłodnicki (1797/1799-1830?)[10]
- ks. Stanisław Wojtkowski, ur. 1796 (1847-1857)[11]
- ks. Józef Krasuski, ur. 1815 (1859-1878)[12]
- ks. Antoni Lisowski, ur. 1842 (1879-1884, administrator)[13]
- ks. Józef Gozdalski, ur. 1852 (1886-1888, administrator)[14]
- ks. Stanisław Gąsowski, ur. 1863 (1888/1889-1900, administrator)[15]
- ks. Stanisław Abramowicz, ur. 1867 (1900-1901, administrator)[16]
- ks. Piotr Kozakiewicz, ur. 1867 (1901-1927, administrator)[17]
- ks. Franciszek Michalik (1928-1929)
- ks. Aleksander Kornilak (1929-1934)
- ks. Tomasz Kucia (1934-1935)
- ks. Stefan Gruszecki (1935-1945)
- ks. Henryk Ruszkiewicz (1945-1965)
- ks. Roman Rosiński (1965-1976)
- ks. Marian Gorgol (1976-1986) +1995
- ks. Stanisław Goławski (1986-1992) +2001
- ks. Maciej Głasek (1992-2000)
- ks. Stanisław Kluska (2000-2006)
- ks. Andrzej Szymoniuk (2006-2017)
- ks. Wojciech Gawałko (2017-)